# 十和田市立甲東中学校
十和田市立甲東中学校（とわだしりつこうとうちゅうがっこう）は、青森県十和田市大字深持にある公立（市立）の中学校。

## 沿革
- 1975年（昭和50年）
  - 3月 - 校舎完成。
  - 4月1日 - 深持中学校・柏中学校・三本木中学校・大深内中学校の一部学区を統合し、開校。
- 2012年（平成24年）1月 - 耐震改修工事完了。
- 2016年（平成28年）12月 - 下水道接続工事完了。

## 生徒数
2024年（令和6年）5月1日時点。
| 学年 | 1年 | 2年 | 3年 | 特別支援 | 合計 |
| ---- | --- | --- | --- | -------- | ---- |
| 学級 | 2   | 3   | 2   | 4        | 11   |
| 生徒 | 66  | 72  | 63  | 22       | 223  |

## 通学区域
- 元町西（1丁目～6丁目）、元町東（1丁目(11番～17番を除く)・2丁目(3番・8番・12番を除く)・4丁目(1番・2番・14番・15番と16番の一部を除く)）、大字深持、大字三本木（字上平・字北平の一部・字倉手・字佐井幅・字沢幅・字下川原・字千歳森・字中掫・字本金崎・字西金崎・字間遠地・字矢神・字赤沼）、大字深持、大字洞内（字芦沢・字家ノ上・字家ノ下・字家ノ向・字井戸頭の一部・字後野の一部・字稲荷ノ下・字梅山・字上平・字豊良・字上豊良・字下豊良・字北ノ平・字小田道・字五十貫田・字坂本・字下沢・字大福平・字舘・字舘ノ下・字樽石・字塚長根・字中久根・字鍋沢・字年代久保・字羽立・字深沢平・字松ヶ沢・字松久保・字宮沢）、大字赤沼、若狭国有林[要出典]、深持山国有林[要出典]

## 周辺
- 社会福祉法人義乃会なかよし荘
- 稲生川

## アクセス
- 十和田観光電鉄バス十和田市～十和田湖温泉郷～焼山線「西小学校前」バス停下車後、徒歩約930m・約14分。